# ترانی
شهر  ترانی (به ایتالیایی: Trani) با جمعیت ۵۳٬۶۵۰ نفر  در ناحیه آپولیا در کشور ایتالیا واقع شده‌است.